# Eduard Köchlin
Eduard Köchlin (französisch: Édouard Koechlin)  (* 9. September 1833 in Willer; † 3. August 1914 ebenda) war ein elsässischer Fabrikant und Politiker aus der Familie Koechlin.

## Leben
Köchlin war der Sohn des Fabrikanten Isaac Köchlin (1784–1856) und dessen Ehefrau Eugénie Sophie geborene Steiner (1801–1840). Köchlin blieb unverheiratet. Er lebte als Fabrikant in Willer, wo er das väterliche Textilunternehmen übernommen hatte. Daneben war er Direktor der Société Alsacienne de Constructions Mécaniques.
Er wirkte 20 Jahre als Bürgermeister von Willer. 1874 wurde in Elsaß-Lothringen der Landesausschuss gebildet. Köchlin gehörte diesem (und dem Bezirkstag Oberelsass) vom Beginn 1874 bis zu dessen Auflösung 1911 an. 1879 wurde er in den Staatsrat von Elsaß-Lothringen berufen. 1911 wurde er am 6. November 1911 einstimmig von der Handelskammer Mülhausen in die Erste Kammer des neu geschaffenen Landtags des Reichslandes Elsaß-Lothringen gewählt. Er gab das Mandat jedoch am 28. November, also noch vor der Eröffnung des Landtags, zurück und Theodor Schlumberger wurde an seiner Stelle gewählt.